# Gustavo Albuquerque
Gustavo Barreiros de Albuquerque, född 28 juni 1991, är en brasiliansk rugbyspelare.
Albuquerque tävlade för Brasilien vid olympiska sommarspelen 2016 i Rio de Janeiro, där han var med i Brasiliens lag som slutade på 12:e plats i sjumannarugby.